# Volley Soverato 2017-2018
Questa voce raccoglie le informazioni riguardanti il Volley Soverato nelle competizioni ufficiali della stagione 2017-2018.

## Stagione
Il Volley Soverato partecipa per l'ottava volta alla Serie A2; chiude la regular season di campionato al settimo posto in classifica, qualificandosi per i play-off promozione: esce nella serie dei quarti di finale battuta dall'Adolfo Consolini.
Il settimo posto al termine del girone di andata consente al Soverato di qualificarsi per la Coppa Italia di Serie A2: viene eliminato nei quarti di finale a seguito della sconfitta subita contro il Mondovì.

## Organigramma societario
Area direttiva
- Presidente: Antonio Matozzo

Area tecnica
- Allenatore: Leonardo Barbieri
- Allenatore in seconda: Daris Amadio
- Scout man: Sebastjan Mavrič

## Rosa
| N° | Nome                | Ruolo | Data di nascita   | Nazionalità sportiva |
| -- | ------------------- | ----- | ----------------- | -------------------- |
| 1  | Barbara Bacciottini | P     | 28 luglio 1994    | Italia               |
| 3  | Valeria Millesimo   | C     | 27 aprile 1995    | Italia               |
| 4  | Lucrezia Formenti   | S     | 4 marzo 1996      | Italia               |
| 6  | Giada Cecchetto     | L     | 6 giugno 1991     | Italia               |
| 7  | Natalia Gajewska    | P     | 24 maggio 1994    | Polonia              |
| 8  | Serena Bertone      | C     | 2 luglio 1995     | Italia               |
| 9  | Melissa Donà        | S     | 11 aprile 1982    | Italia               |
| 10 | Alexa Gray          | S     | 7 agosto 1994     | Canada               |
| 11 | Laura Frigo         | C     | 26 ottobre 1990   | Italia               |
| 12 | Alice Pizzasegola   | P     | 3 marzo 1994      | Italia               |
| 13 | Greta Valli         | S     | 15 febbraio 1992  | Italia               |
| 14 | Giorgia Caforio     | L     | 16 settembre 1994 | Italia               |
| 16 | Veronica Taborelli  | O     | 22 marzo 1994     | Italia               |
| 18 | Elizabeth McMahon   | O     | 27 febbraio 1993  | Stati Uniti          |

## Mercato
| Acquisti | Acquisti            | Acquisti            | Acquisti   |
| R.       | Nome                | da                  | Modalità   |
| -------- | ------------------- | ------------------- | ---------- |
| P        | Barbara Bacciottini | Cisterna            | definitivo |
| L        | Giada Cecchetto     | VolAlto Caserta     | definitivo |
| S        | Melissa Donà        | AGIL                | definitivo |
| S        | Lucrezia Formenti   | Hermaea             | definitivo |
| C        | Laura Frigo         | Prostějov           | definitivo |
| P        | Natalia Gajewska    | Developres Rzeszów  | definitivo |
| S        | Alexa Gray          | GS Caltex Seoul     | definitivo |
| O        | Elizabeth McMahon   | Dresdner            | definitivo |
| C        | Valeria Millesimo   | Cuneo Granda        | definitivo |
| P        | Alice Pizzasegola   | Southern California | definitivo |
| O        | Veronica Taborelli  | Pinerolo            | definitivo |
| S        | Greta Valli         | Cuneo Granda        | definitivo |

| Cessioni | Cessioni            | Cessioni             | Cessioni   |
| R.       | Nome                | a                    | Modalità   |
| -------- | ------------------- | -------------------- | ---------- |
| P        | Barbara Bacciottini | Pisogne              | definitivo |
| L        | Veronica Bisconti   | River                | definitivo |
| L        | Giorgia Caforio     | Cuneo Granda         | definitivo |
| L        | Lara Caravello      | Libertas Martignacco | definitivo |
| P        | Ilaria Demichelis   | Mondovì              | definitivo |
| P        | Giulia Gennari      | Libertas Martignacco | definitivo |
| S        | Marija Karakaševa   | Muszyna              | definitivo |
| S        | Olena Lymareva      | Petro Gazz           | definitivo |
| O        | Costanza Manfredini | Chieri '76           | definitivo |
| C        | Alessia Travaglini  | Due Principati       | definitivo |
| C        | Marianna Vujko      | Due Principati       | definitivo |
| S        | Carlotta Zanotto    | Pinerolo             | definitivo |

## Risultati

### Serie A2

#### Girone di andata
| 1ª giornata - 8 ottobre 2017 PalaScoppa, Soverato               | Soverato          | 3 - 2 | CUS Torino            | 21-25, 17-25, 25-15, 25-22, 15-12 |
| 2ª giornata - 15 ottobre 2017 PalaGeorge, Montichiari           | Millenium Brescia | 1 - 3 | Soverato              | 25-22, 22-25, 15-25, 21-25        |
| 3ª giornata - 18 ottobre 2017 PalaScoppa, Soverato              | Soverato          | 3 - 0 | Mondovì               | 25-22, 25-23, 25-21               |
| 4ª giornata - 22 ottobre 2017 PalaCapriglia, Pellezzano         | Due Principati    | 1 - 3 | Soverato              | 25-20, 17-25, 21-25, 20-25        |
| 5ª giornata - 29 ottobre 2017 PalaScoppa, Soverato              | Soverato          | 3 - 2 | Wealth Planet Perugia | 17-25, 20-25, 25-17, 25-21, 15-12 |
| 6ª giornata - 1º novembre 2017 PalaCastagnaretta, Cuneo         | Cuneo Granda      | 3 - 1 | Soverato              | 25-17, 25-21, 18-25, 25-20        |
| 8ª giornata - 12 novembre 2017 PalaScoppa, Soverato             | Soverato          | 3 - 1 | Montecchio Maggiore   | 25-20, 18-25, 25-23, 29-27        |
| 9ª giornata - 18 novembre 2017 Centro Pavesi, Milano            | Club Italia       | 1 - 3 | Soverato              | 30-28, 14-25, 20-25, 22-25        |
| 10ª giornata - 26 novembre 2017 PalaScoppa, Soverato            | Soverato          | 3 - 1 | Zambelli Orvieto      | 25-23, 16-25, 25-23, 25-20        |
| 11ª giornata - 29 novembre 2017 Geopalace, Olbia                | Hermaea           | 1 - 3 | Soverato              | 25-22, 19-25, 19-25, 30-32        |
| 12ª giornata - 3 dicembre 2017 PalaScoppa, Soverato             | Soverato          | 2 - 3 | Olimpia Teodora       | 25-16, 18-25, 25-18, 26-28, 12-15 |
| 13ª giornata - 10 dicembre 2017 Palazzetto dello Sport, Caserta | VolAlto Caserta   | 0 - 3 | Soverato              | 24-26, 25-27, 20-25               |
| 14ª giornata - 13 dicembre 2017 PalaSanbapolis, Trento          | Trentino Rosa     | 3 - 1 | Soverato              | 23-25, 25-19, 25-20, 25-21        |
| 15ª giornata - 17 dicembre 2017 PalaScoppa, Soverato            | Soverato          | 1 - 3 | Adolfo Consolini      | 25-9, 16-25, 27-29, 18-25         |
| 16ª giornata - 26 dicembre 2017 PalaBellina, Marsala            | Marsala           | 0 - 3 | Soverato              | 12-25, 20-25, 19-25               |
| 17ª giornata - 30 dicembre 2017 PalaScoppa, Soverato            | Soverato          | 1 - 3 | Chieri '76            | 18-25, 25-23, 19-25, 19-25        |

#### Girone di ritorno
| 18ª giornata - 6 gennaio 2018 Palazzetto dello Sport, Alpignano                | CUS Torino            | 3 - 1 | Soverato          | 25-21, 21-25, 25-19, 25-19        |
| 19ª giornata - 14 gennaio 2018 PalaScoppa, Soverato                            | Soverato              | 1 - 3 | Millenium Brescia | 25-23, 22-25, 23-25, 18-25        |
| 20ª giornata - 17 gennaio 2018 PalaManera, Mondovì                             | Mondovì               | 0 - 3 | Soverato          | 23-25, 16-25, 15-25               |
| 21ª giornata - 21 gennaio 2018 PalaScoppa, Soverato                            | Soverato              | 3 - 2 | Due Principati    | 25-17, 23-25, 25-22, 22-25, 15-12 |
| 22ª giornata - 28 gennaio 2018 PalaEvangelisti, Perugia                        | Wealth Planet Perugia | 0 - 3 | Soverato          | 18-25, 20-25, 20-25               |
| 23ª giornata - 4 febbraio 2018 PalaScoppa, Soverato                            | Soverato              | 3 - 2 | Cuneo Granda      | 25-18, 13-25, 20-25, 25-23, 15-10 |
| 25ª giornata - 21 febbraio 2018 PalaCollodi, Montecchio Maggiore               | Montecchio Maggiore   | 0 - 3 | Soverato          | 17-25, 17-25, 20-25               |
| 26ª giornata - 25 febbraio 2018 PalaScoppa, Soverato                           | Soverato              | 0 - 3 | Club Italia       | 28-30, 16-25, 16-25               |
| 27ª giornata - 4 marzo 2018 PalaPapini, Orvieto                                | Zambelli Orvieto      | 3 - 1 | Soverato          | 18-25, 25-17, 25-22, 25-23        |
| 28ª giornata - 7 marzo 2018 PalaScoppa, Soverato                               | Soverato              | 3 - 1 | Hermaea           | 25-15, 25-17, 20-25, 25-13        |
| 29ª giornata - 11 marzo 2018 PalaCosta, Ravenna                                | Olimpia Teodora       | 3 - 1 | Soverato          | 22-25, 25-23, 25-15, 25-18        |
| 30ª giornata - 18 marzo 2018 PalaScoppa, Soverato                              | Soverato              | 3 - 0 | VolAlto Caserta   | 25-13, 25-14, 25-17               |
| 31ª giornata - 21 marzo 2018 PalaScoppa, Soverato                              | Soverato              | 3 - 1 | Trentino Rosa     | 22-25, 25-23, 25-16, 25-18        |
| 32ª giornata - 25 marzo 2018 Palazzetto dello Sport, San Giovanni in Marignano | Adolfo Consolini      | 3 - 2 | Soverato          | 24-26, 23-25, 25-20, 25-15, 15-12 |
| 33ª giornata - 2 aprile 2018 PalaScoppa, Soverato                              | Soverato              | 3 - 0 | Marsala           | 25-20, 25-22, 25-23               |
| 34ª giornata - 8 aprile 2018 PalaMaddalene, Chieri                             | Chieri '76            | 3 - 0 | Soverato          | 25-21, 25-15, 25-19               |

#### Play-off promozione
| Quarti di finale (gara 1) - 15 aprile 2018 Palazzetto dello Sport, San Giovanni in Marignano | Adolfo Consolini | 3 - 1 | Soverato         | 25-20, 25-20, 25-20, 25-15        |
| Quarti di finale (gara 2) - 18 aprile 2018 PalaScoppa, Soverato                              | Soverato         | 2 - 3 | Adolfo Consolini | 25-17, 17-25, 25-23, 20-25, 13-15 |

### Coppa Italia di Serie A2
| Quarti di finale - 24 gennaio 2018 PalaManera, Mondovì | Mondovì | 3 - 0 | Soverato | 25-11, 25-18, 25-22 |

## Statistiche

### Statistiche di squadra
| Competizione             | Punti | In casa | In casa | In casa | In trasferta | In trasferta | In trasferta | Totale | Totale | Totale |
| Competizione             | Punti | G       | V       | P       | G            | V            | P            | G      | V      | P      |
| ------------------------ | ----- | ------- | ------- | ------- | ------------ | ------------ | ------------ | ------ | ------ | ------ |
| Serie A2                 | 58    | 17      | 11      | 6       | 17           | 9            | 8            | 34     | 20     | 14     |
| Coppa Italia di Serie A2 | -     | 0       | 0       | 0       | 1            | 0            | 1            | 1      | 0      | 1      |
| Totale                   | -     | 17      | 11      | 6       | 18           | 9            | 9            | 35     | 20     | 15     |

G = partite giocate; V = partite vinte; P = partite perse

### Statistiche dei giocatori
| Giocatore      | Serie A2 | Serie A2 | Serie A2 | Serie A2 | Serie A2 | Coppa Italia di Serie A2 | Coppa Italia di Serie A2 | Coppa Italia di Serie A2 | Coppa Italia di Serie A2 | Coppa Italia di Serie A2 | Totale | Totale | Totale | Totale | Totale |
| Giocatore      | P        | PT       | AV       | MV       | BV       | P                        | PT                       | AV                       | MV                       | BV                       | P      | PT     | AV     | MV     | BV     |
| -------------- | -------- | -------- | -------- | -------- | -------- | ------------------------ | ------------------------ | ------------------------ | ------------------------ | ------------------------ | ------ | ------ | ------ | ------ | ------ |
| B. Bacciottini | 12       | 3        | 1        | 1        | 1        | 0                        | 0                        | 0                        | 0                        | 0                        | 12     | 3      | 1      | 1      | 1      |
| S. Bertone     | 34       | 268      | 171      | 78       | 19       | 1                        | 4                        | 3                        | 1                        | 0                        | 35     | 272    | 174    | 79     | 19     |
| G. Caforio     | 20       | 0        | 0        | 0        | 0        | 1                        | 0                        | 0                        | 0                        | 0                        | 21     | 0      | 0      | 0      | 0      |
| G. Cecchetto   | 14       | 0        | 0        | 0        | 0        | -                        | -                        | -                        | -                        | -                        | 14     | 0      | 0      | 0      | 0      |
| M. Donà        | 34       | 287      | 206      | 26       | 55       | 1                        | 4                        | 4                        | 0                        | 0                        | 35     | 291    | 210    | 26     | 55     |
| L. Formenti    | 14       | 0        | 0        | 0        | 0        | 1                        | 0                        | 0                        | 0                        | 0                        | 15     | 0      | 0      | 0      | 0      |
| L. Frigo       | 34       | 310      | 220      | 65       | 25       | 1                        | 11                       | 6                        | 3                        | 2                        | 35     | 321    | 226    | 68     | 27     |
| N. Gajewska    | 12       | 15       | 8        | 2        | 5        | -                        | -                        | -                        | -                        | -                        | 12     | 15     | 8      | 2      | 5      |
| A. Gray        | 33       | 772      | 676      | 58       | 38       | 1                        | 7                        | 6                        | 1                        | 0                        | 34     | 779    | 682    | 59     | 38     |
| E. McMahon     | 34       | 374      | 316      | 46       | 12       | 1                        | 5                        | 5                        | 0                        | 0                        | 35     | 379    | 321    | 46     | 12     |
| V. Millesimo   | 12       | 7        | 3        | 3        | 1        | 1                        | 0                        | 0                        | 0                        | 0                        | 13     | 7      | 3      | 3      | 1      |
| A. Pizzasegola | 34       | 25       | 9        | 3        | 13       | 1                        | 1                        | 0                        | 0                        | 1                        | 35     | 26     | 9      | 3      | 14     |
| V. Taborelli   | 33       | 95       | 79       | 12       | 4        | 1                        | 0                        | 0                        | 0                        | 0                        | 34     | 95     | 79     | 12     | 4      |
| G. Valli       | 21       | 28       | 27       | 0        | 1        | 1                        | 0                        | 0                        | 0                        | 0                        | 22     | 28     | 27     | 0      | 1      |

P = presenze; PT = punti totali; AV = attacchi vincenti; MV = muri vincenti; BV = battute vincenti